# Supla
Supla (né le 2 avril 1966 à São Paulo) est un chanteur, auteur-compositeur, acteur et animateur brésilien. Il est le fils aîné des politiciens Marta Suplicy et Eduardo Matarazzo Suplicy. Il est le frère du chanteur João Suplicy et de l'avocat André Suplicy.

## Biographie
Il commence sa carrière en jouant des versions du rock nord-américain et britannique des années 1970, mais les styles de ses compositions sont plus liés au punk rock, au punk hardcore et, ensuite, à la bossa nova.
Supla a été le chanteur de plusieurs groupes au cours de sa carrière, à commencer par Metropolis, puis Zig Zag (qui deviendra plus tard Tokyo (pt)), ainsi que Psycho 69. Il fait également équipe avec d'autres grands noms de la scène rock 'n' roll, comme l'Allemande Nina Hagen. Dans le domaine de la musique brésilienne, il chante avec Bebel Gilberto, Cauby Peixoto et Rita Lee lors d'un grand concert à Ibirapuera, écrit des chansons avec Cazuza, chante avec Ian McCulloch d'Echo and the Bunnymen. Il enregistre avec Cansei de Ser Sexy, le groupe qui réenregistre le tube Humanos de Tokyo. Et lorsqu'il était le chanteur de Psycho 69, il partage la voix sur l'album avec les chanteurs Jimmy et Todd de Murphy's Law et Vinny Stigma de Mad Ball. Il apparaît sur l'album solo du rappeur Nill (MRN et Verbo Pesado), Mandando bom som, sur le titre homonyme.
Sa popularité grandissante, Supla joue à Rock in Rio 3 et participe à la première édition de l'émission de télé-réalité Casa dos Artistas, étant considéré comme l'un des grands noms de l'émission SBT animée par Silvio Santos. Sa popularité dans l'émission est telle que son album O Charada Brasileiro se vend à plus d'un million d'exemplaires, un chiffre élevé pour l'époque, d'autant plus qu'il s'agit d'un disque alternatif. À cette époque, le groupe Holly Tree participe à ses émissions.
En 2005, il sort son premier DVD, intitulé Só na Loucura, dans lequel le concert est enregistré en décembre 2004 à l'hôtel Unique de São Paulo,. En 2008, il est juge de l'émission de téléréalité GAS Sound, diffusée sur RedeTV! qui révèle le groupe de rock Vivendo do Ócio et en 2012, il est juge de l'émission Idols, aux côtés de Fafá de Belém et Marco Camargo. En 2014, il crée l'émission Papito in Love pour MTV Brésil, dans laquelle 14 filles s'affrontent pour trouver leur nouvelle petite amie.
En 2018, pour les élections générales au Brésil, Supla compose, écrit et interprète le jingle électoral de la campagne de son père Eduardo Suplicy pour le poste de sénateur de São Paulo au Sénat fédéral, affilié au Parti des travailleurs. 

## Discographie

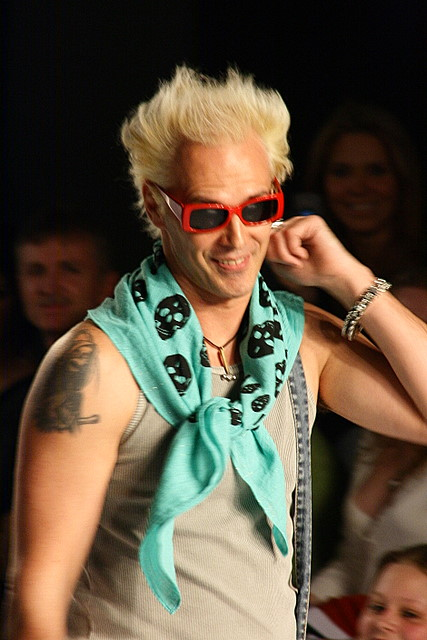
Supla en 2009.

### Albums studio
- 1989 : Supla
- 1991 : Supla
- 2001 : O Charada Brasileiro
- 2002 : Político e Pirata
- 2003 : Bossa Furiosa
- 2004 : Menina Mulher
- 2006 : Vicious
- 2016 : Diga o que Você Pensa
- 2018 : Illegal
- 2019 : Hard Times (avec Victoria Wells)
- 2020 : Suplaego
- 2023 : Supla e os Punks de Boutique

### Avec Brothers of Brazil
- 2009 : Punkanova
- 2011 : Brothers of Brazil
- 2012 : On My Way
- 2014 : Melodies From Hell
- 2023 : Brothers Again

### Avec Tokyo
- 1985 : Humanos
- 1987 : O Outro Lado

### Avec Psycho 69
- 1995 : Psycho 69

### Clips
- 2005 : Só na Loucura (DVD)

## Télévision
- 2001: Casa dos Artistas 1
- 2024: The Masked Singer Brasil 4